# 김석만
김석만(한국 한자: 姜慶默, 1982년 7월 1일 ~ )은 대한민국의 전 축구 선수이며, 포지션은 공격수였다.